# クルトゥラル・レオネサ
クルトゥラル・イ・デポルティーバ・レオネサ, S.A.D.（Cultural y Deportiva Leonesa, S.A.D.）は、スペイン・カスティーリャ・イ・レオン州レオンを本拠地とするサッカークラブ。2023-24シーズンはプリメーラ・フェデラシオンに所属している。

## 概要
1923年創設。ホームタウンは、スペイン・カスティーリャ・イ・レオン州・レオン。ホームスタジアムは、13,500人収容のエスタディオ・レイノ・デ・レオン。

## 歴史
2014-15シーズンには、クラブ創設90周年を記念した、タキシードユニフォームを発表。2015年末には、もう一度タキシードユニフォームを発表。今度はボタンを再現し、半袖が長袖になるなど、本格的なユニフォームへと変化している。
2015年にカタールのアスパイア・アカデミーによって買収された。2016-17シーズンは、セグンダ・ディビシオンBのチャンピオンシップ決勝でロルカFCに勝利し、セグンダ・ディビシオンBで優勝した。それにより、1973-74シーズン以来、43シーズンぶりのセグンダ・ディビシオンへの昇格を達成した。

## タイトル

### 国内タイトル
- ’’’セグンダ・ディビシオン : 1回’’’
  - 1954-55

- ’’’セグンダ・ディビシオンB : 2回’’’
  - 1998-99, 2016-17

## スタジアム
2001年に開場したスタジアムであり、収容人数は13,346人。2017年5月28日に行われた、FCバルセロナBとの試合では、13,451人が入場し、スタジアムの最高記録となっている。

## 歴代監督
- ルイス・センブラーノス 2011-2014
- イニゴ・イディアケス 2020-2021
- クーロ・トーレス 2021-2022

## 歴代所属選手
- ロセンド・エルナンデス 1942-1943
- マリアニン 1969-1972, 1977-1978
- セサル 1955-1956
- 井手口陽介 2018
- ダビド・ガルシア 2018